# Baluk Hering
Baluk Hering is een bestuurslaag in het regentschap Flores Timur van de provincie Oost-Nusa Tenggara, Indonesië. Baluk Hering telt 1667 inwoners (volkstelling 2010).